# Бежан Алмазов
Бежан Ахмеди (Bejan Ahmedi) е професионален спортен боец от Белгия. Ръст: 176 см, тегло: 70 кг, стилове: муай-тай, панкратион, бокс, ММА.

## Биография
Беджан Ахмеди е професионален спортист в бойните изкуства. Той е роден на 2 май 1986 година в Москва, Съветска Русия. Живее там 6 години и през 1992 г. заедно със семейството си се премества в Брюксел, Белгия.
Още в ранна детска възраст, само на 3 години, той вече е почитател на американския холивудски актьор Джаки Чан (Jackie Chan). Именно от неговите филми у Бежан се заражда страстта и увлечението по бойните изкуства. Силно мотивиран да стане боец, той започва кикбокс тренировки едва на 8 години.
Неговият първи бой, едва на 14-годишна възраст, завършва с нокаут в 17-а секунда с победа за Бежан. Чрез усилени, ежедневни тренировки и нищо по-важно от спорт всеки ден, на 17-годишна възраст вече е професионален муай-тай боец. На същата възраст Бежан става победител в турнир в Берген оп Зум (Bergen op Zoom), Северна Холандия. Този мач се оказва повратна точка в неговия живот и трамплин за неговото бъдеще. Тази победа носи известността, от която той има нужда, за да създаде необходимите контакти с подходящи хора в този бранш.
След своето дипломиране, на 18-годишна възраст, Беджан Ахмеди официално стартира своята спортна бойна кариера. Участва в съревнования в страни на 3 континента – Азия, Европа и Америка. Състезава се в муай-тай, панкратион, бокс и ММА стилове.
С течение на годините и с оглед естеството на спорта Беджан Ахмеди получава сериозни очни травми, изискващи специално лечение. В периода 2008 – 2009 година претърпява 5 последователни, тежки операции на очите, след които се налага да прекъсне със спорта поради забрана от лекарите. За определен период от време Беджан Ахмеди работи като главен охранител в най-известните дискоклубове в Белгия.
След няколко години пауза Беджан Ахмеди среща своя настоящ треньор и мениджър Роже Ван Оуденховен (Roger van Oudenhoven), който успява да възвърне силата и увереността на Бежан да продължи напред. Той му дава да разбере, че все още може да се бие и да бъде сред топ бойците в този спорт. След съвсем кратък период от време Алмазов отново започва активна тренировъчна и бойна кариера, която продължава включително до днес.

## Титли
- Фламандски шампион за 2002 г.
- Шампион на Белгия за 2003 г.
- Шампион на Бенелюкс (Belgium, Nederlands, Luxemburg) за 2004 г.
- Европейски шампион за 2005 г.

## Двубои[1]

### Боеве в Европа
Муай-тай (професионално ниво)
- Боеве – 78
- Победи – 71
- Победи с нокаут – 33
- Загуби – 6
- Равенства – 1

### Боеве в САЩ
ММА (професионално ниво)
- Боеве – 23
- Победи – 20
- Победи с нокаут – 14
- Загуби – 3
- Равенства – 0

### Боеве в Русия
Панкратион (професионално ниво)
- Боеве – 31
- Победи – 28
- Победи с нокаут – 15
- Загуби – 3
- Равенства – 0

### Боеве в Русия и САЩ
Бокс (професионално ниво)
- Боеве – 25
- Победи – 25
- Победи с нокаут – 18
- Загуби – 0
- Равенства – 0